# Vulgichneumon suigensis
Vulgichneumon suigensis är en stekelart som först beskrevs av Tohru Uchida 1927.  Vulgichneumon suigensis ingår i släktet Vulgichneumon och familjen brokparasitsteklar. Inga underarter finns listade i Catalogue of Life.